# Grijó de Parada
Grijó de Parada é uma povoação portuguesa sede da Freguesia de Grijó de Parada do Município de Bragança, freguesia com 31,19 km² de área e 248 habitantes (censo de 2021), tendo, por isso, uma densidade populacional de 8 hab./km².

## Demografia
Nota: No censo de 1864 figura com a designação de Grijó.
A população registada nos censos foi:
| Distribuição da População por Grupos Etários | Distribuição da População por Grupos Etários | Distribuição da População por Grupos Etários | Distribuição da População por Grupos Etários | Distribuição da População por Grupos Etários |
| -------------------------------------------- | -------------------------------------------- | -------------------------------------------- | -------------------------------------------- | -------------------------------------------- |
| Ano                                          | 0-14 Anos                                    | 15-24 Anos                                   | 25-64 Anos                                   | > 65 Anos                                    |
| 2001                                         | 54                                           | 43                                           | 185                                          | 98                                           |
| 2011                                         | 17                                           | 35                                           | 145                                          | 99                                           |
| 2021                                         | 8                                            | 7                                            | 124                                          | 109                                          |